# Gnojnik
Gnojnik ist ein Dorf im Powiat Brzeski der Woiwodschaft Kleinpolen in Polen. Es ist Sitz der gleichnamigen Landgemeinde mit etwas mehr als 7900 Einwohnern.

## Geographie
Der Ort liegt etwa 12 km südlich von Brzesko am Fluss Uszwica am Weg nach Nowy Sącz. Die Nachbarorte sind Gosprzydowa im Süden, Chronów im Westen, Uszew und Zawada Uszewska im Norden, sowie Biesiadki und Lewniowa im Osten.

## Geschichte
Im Liber beneficiorum dioecesis Cracoviensis  aus dem Jahr 1440 erwähnt Jan Długosz die drei Dörfer Gnojnik, Gothprzidowa und Tymowa, die angeblich bereits im Jahr 1215 von Wincenty Kadłubek zur Bezahlung des Zehnts verpflichtet wurden. Die erste sichere Erwähnung als Item Andreas, plebanus ecclesie de Gnoynik stammt aus dem Peterspfennigregister des Bistums Krakau im Jahr 1325/1326. Der topographische Name ist vom urslawischen *gnojьnikь abgeleitet und bezeichnet Misthaufen, eventuell eine Pflanze des Genus Crithmum quartum. Im Jahr 1380 wurde die hiesige Wehrkirche gebaut, in den Jahren 1573 bis 1617 arianisch (Polnische Brüder). Vermutlich wurde im Dorf im Jahr 1592 Samuel Przypkowski geboren.

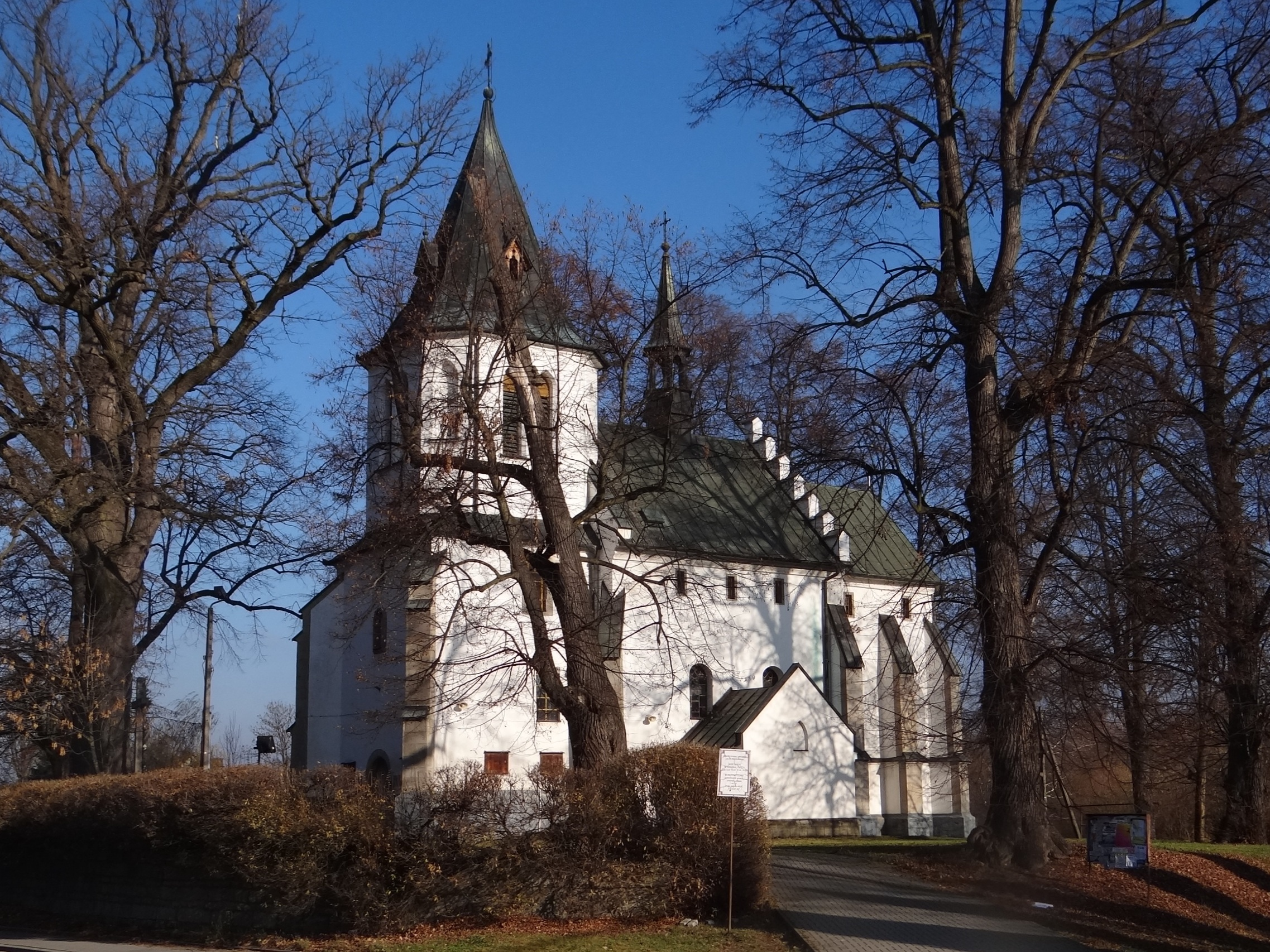
Wehrkirche

Bei der Ersten Teilung Polens kam Gnojnik 1772 zum neuen Königreich Galizien und Lodomerien des habsburgischen Kaiserreichs (ab 1804). Nach der Aufhebung der Patrimonialherrschaften bildete es eine Gemeinde im Bezirk Brzesko.
1918, nach dem Ende des Ersten Weltkriegs und dem Zusammenbruch der k.u.k. Monarchie, kam Gnojnik zu Polen. Unterbrochen wurde dies nur durch die Besetzung Polens durch die Wehrmacht im Zweiten Weltkrieg.
Von 1975 bis 1998 gehörte Gnojnik zur Woiwodschaft Tarnów.

## Sehenswürdigkeiten
- Wehrkirche, gebaut 1380

## Persönlichkeiten
- Samuel Przypkowski  (1592–1670), Schriftsteller, Staatsmann und bedeutender Vertreter des polnisch-litauischen Unitarismus.

## Gemeinde
Zur Landgemeinde (gmina wiejska) Gnojnik gehören folgende sieben Dörfer mit einem Schulzenamt.